# Antoniu Cossu
Antonio Cosu (Santu Lussurgiu, Provincia de Oristán 1927 - 2003) es un escritor italiano en lengua sarda. 
Estudió en Oristán y en Milán, donde se graduó con una tesis sobre Gabriel Miró. En 1959 volvió a la isla de Cerdeña y con Adriano Olivetti, Diego Are y Albert Maister se dedicó a tareas editoriales. Publicaron juntos Autonomia e solidarietà nel Montiferru: sguardi e prospettive per un programma di sviluppo in una zona della Sardegna. También trabajó como funcionario en el centro de programación regional.
En 1975 fue uno de los promotores con Nanni Peso de la revista La grotta della vipera para promover la cultura local y popular sarda y dar a conocer las lenguas minoritarias de otros países, que ha dirigido hasta su muerte junto con Giuseppe Marci. También ha colaborado con el CIEMEN.

## Obra

### En italiano
- I figli di Pietro e Paolo (1967)
- Il riscatto (1969)

### En sardo
- Mannigos de memoria (1984)
- A tempos de Lussurzu (1985)